# Concili de La Vaur (1213)
El Concili de La Vaur (Concilium Vaurense) va ser un sínode local que va tenir lloc a La Vaur (França) el 1213, va ser presidit pel bisbe de Narbona Arnau Amalric.
El concili va rebutjar la petició del rei Pere II d'Aragó sobre el retorn dels territoris que li havien estat presos.
Hi va haver un altre Concili a La Vaur l'any 1368.